# باسيفيك هايتس
باسيفيك هايتس منطقة تقع إدارياً ضمن كاليفورنيا في الولايات المتحدة.